# Buco bianco

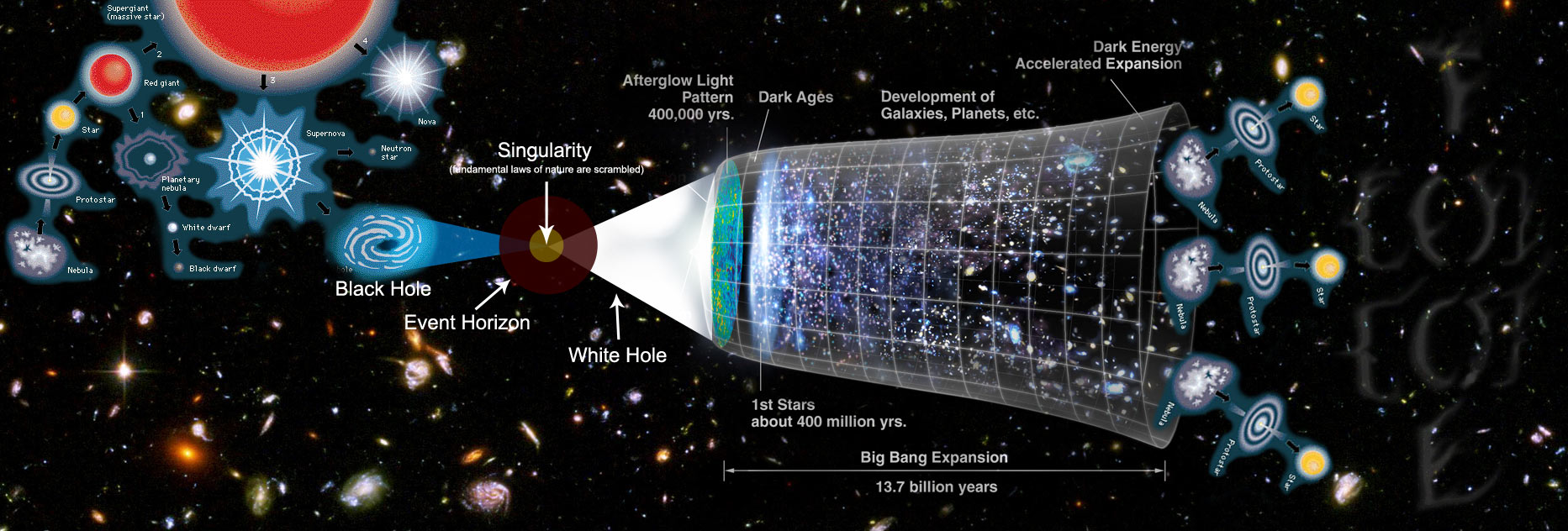
Modello di possibili evoluzioni di un multiverso o di un universo, con al centro un buco bianco che crea il Big Bang

In relatività generale, un buco bianco è un'ipotetica regione dello spaziotempo e una singolarità dentro cui non si può entrare dall'esterno, ma dalla quale può uscire energia-materia e luce. In questo senso è l'opposto del buco nero, in cui si può entrare solo dall'esterno e da cui non può uscire né energia-materia né luce. 

## Descrizione
I buchi bianchi non sono mai stati osservati o la loro esistenza verificata sperimentalmente e rimangono quindi un'ipotesi teorica. Essi fanno parte della teoria dei buchi neri eterni nella quale alcuni autori affermano che buchi neri e buchi bianchi potrebbero essere collegati. In aggiunta a una regione di buco nero nel futuro, questa soluzione dell'equazione di campo di Einstein prevede una regione di buco bianco nel passato. Tuttavia Stephen Hawking credeva che questa regione non esistesse per i buchi neri originatisi da un collasso gravitazionale e inoltre non ci sono processi fisici noti tramite i quali possa formarsi un buco bianco. Sebbene le prove e le informazioni riguardanti i buchi bianchi siano ancora inconcludenti, l'evento del 2006 GRB 060614 è stato proposto come la prima osservazione documentata di un buco bianco.
Si prevedeva teoricamente che i buchi neri supermassicci (SBH dall'inglese) fossero al centro di ogni galassia e che forse una galassia non potesse formarsi senza di esso. La previsione teorica ha poi ritrovato riscontro, almeno per quanto riguarda la Via Lattea, in una serie di studi effettuati nel 2017, e pubblicati nel 2022, che hanno inoltre permesso di fotografare Sagittarius A*, ovvero il buco nero supermassiccio al centro della galassia.
Hawking e altri hanno suggerito che questi SBH generino un buco bianco supermassiccio.